# Tom Tully (scénariste)
Pour les articles homonymes, voir Tom Tully.
Tom Tully est un scénariste de bande dessinée britannique, né à Glasgow à une date inconnue et mort en 2013. Très « prolifique », il a surtout écrit des bandes dessinées d'aventures et des bandes dessinées de sport pour l'éditeur britannique Fleetway Publications. En Grande-Bretagne, ses BD ont été publiées dans des hebdomadaires destinés aux garçons (notamment dans Valiant). En France, elles ont été publiées en petit format (principalement par l'éditeur Aventures et voyages dans des périodiques comme Safari, Janus Stark, Trophée, En piste !, Sunny Sun, Antarès...), et leurs planches ont été réorganisées en raison du changement de format.

## Carrière

### 1962: Des débuts remarqués

#### AvecHugo Pratt
Tully débute en 1962 par des scénarios pour War Picture Library et Battle Picture Library, des petits formats spécialisés dans la bande dessinée de guerre édités par Fleetway Publications. Il écrit notamment  une histoire que dessine Hugo Pratt : Nuit diabolique (Night of the Devil). Pratt a travaillé pendant neuf ans en Argentine. Lorsqu'il est revenu en Europe en 1959, il a passé une année à Londres et a commencé à dessiner pour Fleetway des histoires de guerre sur des scénarios écrits par des auteurs britanniques. Nuit diabolique est le onzième et avant-dernier de ces récits.
Une patrouille britannique traverse une jungle sillonnée par des troupes japonaises pour rejoindre un pont et le faire exploser. Le scénario de Tully ressemble à un « roman d'aventures » centré autour d'un « temple mystérieux ». « On se croirait dans un roman de Sax Rohmer », dit "l'intellectuel" de la patrouille quand les soldats pénètrent dans le temple. Le dessin de Pratt est « très expressionniste » et témoigne de sa « maîtrise du noir et blanc ». D'après Michel Pierre, le récit est « l'un des plus mémorables de la série » par sa « tension dramatique » et son « atmosphère étouffante ». La BD est d'abord publiée en juin 1962 dans le soixante-deuxième numéro de Battle Picture Library et sera publiée en France en 1966 dans le petit format Rangers. Une nouvelle version supervisée par Pratt, avec des dialogues remaniés, et des planches mises en couleurs et réorganisées pour correspondre au format album, sera publiée dans la revue Corto Maltese en 1988, avant d'être reprise dans les recueils Histoires de guerre et Koinski raconte... 3.

#### AvecFrancisco Solano López
La même année, Tully commence ce qui va devenir sa première longue série : L'Œil de Zoltec (Kelly's Eye). Publiée d'abord en juillet 1962 dans l'hebdomadaire Knockout puis reprise dans Valiant à partir de février 1963, elle se poursuivra jusqu'en 1971, son héros (Tim Kelly) étant devenu « un des personnages préférés des lecteurs adolescents ». En France, la série sera  publiée à partir de 1966 dans des périodiques de formats divers édités par la Sagédition, puis au début des années quatre-vingt dans le petit format Antarès. Tully y raconte les aventures de Tim Kelly. Dans les premiers épisodes, situés en Amazonie, Kelly s'empare de l'Œil de Zoltec, une pierre précieuse qui a la propriété de rendre invincible celui qui la porte. Il l'utilise pour combattre des criminels. Dans des épisodes ultérieurs, il voyage dans le temps et l'espace grâce à une horloge conçue par son ami, le docteur Diamond.
L'Œil de Zoltec est une série dessinée par l'Argentin Francisco Solano López, un dessinateur qui a suivi le même parcours que Hugo Pratt : des bandes dessinées écrites par le scénariste Héctor Oesterheld en Argentine (Pratt : Sergent Kirk et les premières histoires d'Ernie Pike ; Solano López : certaines des histoires suivantes d'Ernie Pike et L'Éternaute), puis des récits complets de guerre sur des scénarios écrits par des auteurs britanniques pour les éditions Fleetway. C'est le dessinateur italien qui l'a mis en contact avec l'éditeur britannique. Mais à la différence de Pratt, la collaboration de Solano López avec Fleetway ne s'arrête pas là : dans les années soixante et soixante-dix, le dessinateur argentin multiplie les séries pour l'éditeur britannique, souvent en collaboration avec Tom Tully (Romano, Janus Stark, Trois-Pommes, Adam Eterno, et Les Petits Hommes de l'espace). L'Œil de Zoltec est la première de ces séries.

#### AvecFrank Bellamy
Tully travaille simultanément sur une autre série à succès, Heros the Spartan, publiée dans l'hebdomadaire Eagle à partir d'octobre 1962. Le groupe Hulton Press qui avait lancé Eagle en 1950 avait été racheté par Odhams Press en 1959, et cette dernière maison d'édition avait été rachetée par Fleetway Publications en 1961. D'où la présence de Tully dans l'hebdomadaire en 1962.  
À cette époque, Eagle n'a plus autant de succès que dans les années cinquante mais reste un hebdomadaire prestigieux. Son dessinateur vedette n'est plus Frank Hampson, le créateur du personnage le plus populaire du magazine, Dan Dare, mais Frank Bellamy. C'est à Bellamy que les dirigeants de Odhams Press ont confié le personnage de Dan Dare, quand ils l'ont retiré des mains de Hampson. C'est à lui que les dirigeants de Fleetway viennent d'accorder la double-page centrale de Eagle pour la série Montgomery of Alamein. Jusqu'alors, cette double-page était réservée aux images documentaires présentant en couleurs la vue en coupe d'un avion, d'un bateau ou de n'importe quel objet technique susceptible d'émerveiller le lecteur. 
C'est à Bellamy qu'est confié le dessin de Heros the Spartan, et cette nouvelle série est mise en vedette comme l'avait été la précédente du dessinateur : on lui accorde non seulement la couleur mais aussi, et surtout, la double-page centrale. Mais alors que Montgomery of Alamein était une BD réaliste (une biographie du général Montgomery), Heros the Spartan est une série historique se déroulant dans l'Antiquité à laquelle Tully a intégré des éléments fantastiques. Heros est un jeune Spartiate adopté et élevé par le général romain qui a massacré sa famille. Devenu adulte, il doit exécuter des missions dangereuses qui le mettent parfois en présence de créatures monstrueuses. « Les éléments de dark fantasy contenus dans le scénario permettent à Frank Bellamy de déployer pleinement son imagination », et la double-page centrale lui permet de le faire dans des planches au format large. Selon l'historien de la bande dessinée Denis Gifford, Heros the Spartan est le sommet de la carrière du dessinateur.

### 1963-1976: Tully àValiant

#### Les années soixante: un ton nouveau dans la bande dessinée d'aventures

##### DeEagleàValiant
L'hebdomadaire Eagle qui domine le marché britannique de la bande dessinée pour garçons dans les années cinquante, a établi avec Dan Dare ce qui deviendra une norme dans les années suivantes : le découpage des séries d'aventures en épisodes de deux à trois pages, chacun s'achevant sur un cliffhanger. C'est en fonction de ce découpage (pouvant s'étendre jusqu'à quatre pages) que Tully conçoit les scénarios de chacune de ses séries, quand les épisodes sont publiés dans des hebdomadaires - de L'Œil de Zoltec à Pat le Loup.
En octobre 1962, au moment où les premiers épisodes de Heros the Spartan sont publiés dans les pages de Eagle, paraissent les premiers numéros de Valiant. Dans les années cinquante, Eagle contenait huit pages en couleur sur un total de vingt pages. Moins luxueux, le nouvel hebdomadaire pour garçons propose des BD en noir et blanc sous une couverture en couleur. Mais Valiant va vite imposer un ton nouveau dans la bande dessinée d'aventures : plus délirant et souvent inquiétant. « Au milieu des années soixante, écrit le critique espagnol Daniel Fernández, quinze ans se sont écoulés depuis la création de Eagle, et les choses ont changé. La concurrence entre les publications est toujours aussi féroce et pousse à offrir plus. Plus d’action, plus de spectacle, plus de délire, plus de surprise, plus de violence, plus de suspense. Mais d'autre part, la télévision s'est démocratisée et les bandes dessinées doivent maintenant faire face à la concurrence des séries télévisées. » Le premier épisode de Doctor Who, par exemple, est diffusé à peine plus d'un an après la création de Valiant, en novembre 1963.

Tully contribue pour la première fois au nouvel hebdomadaire en février 1963, quand Knockout cesse de paraître. Fleetway Publications, l'éditeur des deux périodiques, décide de poursuivre les séries les plus populaires de Knockout en les intégrant dans Valiant qu'il renomme temporairement Valiant and Knockout. L'Œil de Zoltec fait partie des séries sauvées. C'est dans les pages de Valiant que la série devient plus délirante, quand Tim Kelly voyage dans le temps et l'espace en utilisant une horloge - véhicule inspiré de la cabine téléphonique du Doctor Who.  

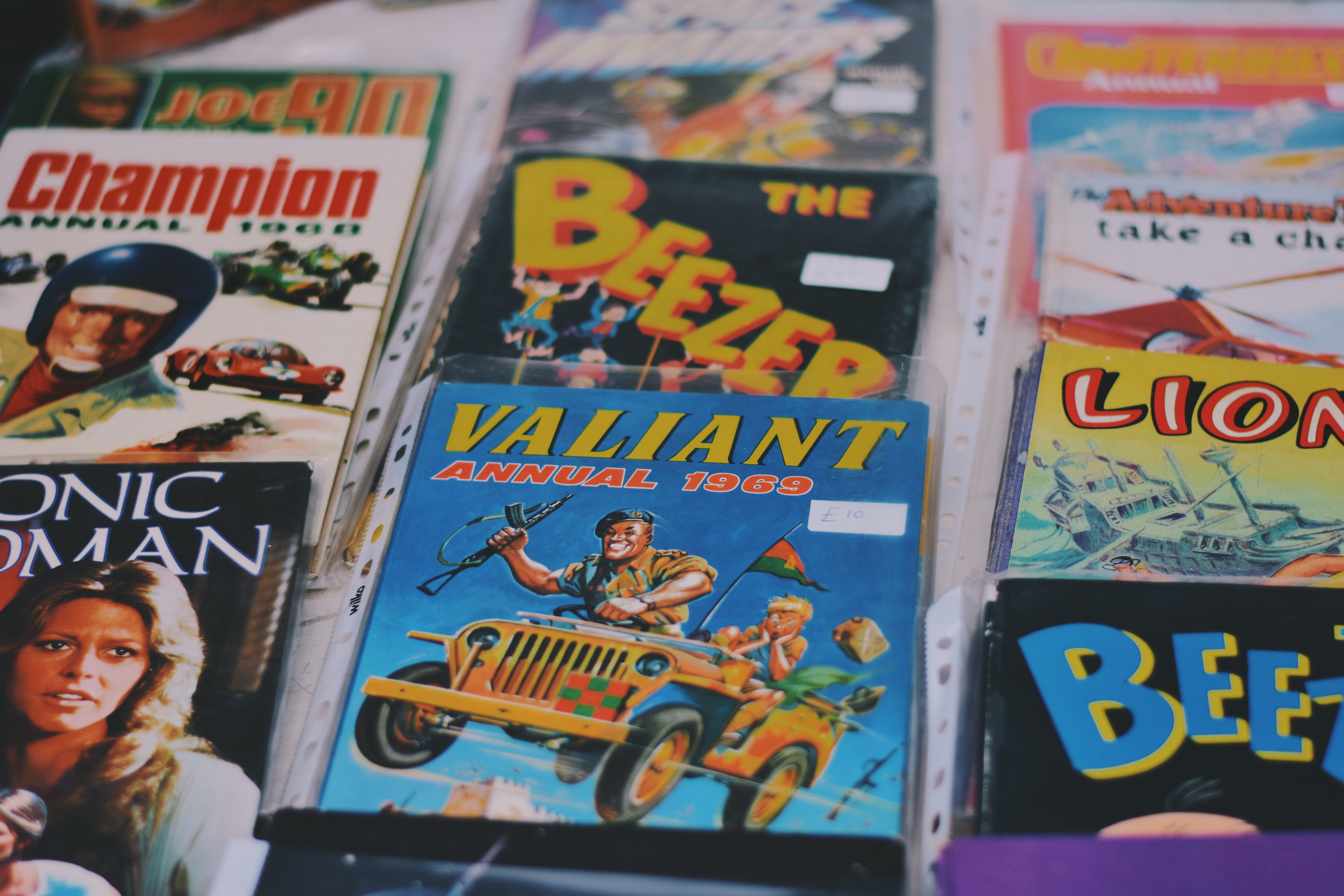
Le numéro annuel de Valiant de 1969 (en bas, au centre) parmi d'autres périodiques britanniques, notamment un annuel de Lion (édité, comme Valiant, par Fleetway Publications) et deux annuels de The Beezer (édité par D. C. Thomson, la maison d'édition concurrente de Fleetway). Chaque annuel a une couverture cartonnée et contient des récits complets, parfois en couleurs ou en bichromie, consacrés aux personnages des séries publiées dans l'hebdomadaire. Au sommaire de l'annuel de Valiant de 1969, il y a entre autres des récits de La Brigade des marionnettes, de Main d'acier, de Klip et Klop et de L'Œil de Zoltec.

À partir de septembre 1963, Tully reprend le scénario d'une série qu'il n'a pas créée et qui est dessinée par l'Espagnol Jesús Blasco : Main d'acier (The Steel Claw). Il continue d'écrire simultanément L'Œil de Zoltec. Jusqu'en 1970, sans la moindre interruption, il reste au sommaire de l'hebdomadaire avec ces deux séries. Chaque semaine, Tully assure donc le scénario d'au moins quatre des trente-deux pages qui constituent un numéro de Valiant. 
À ces deux séries viennent s'ajouter d'autres créations : King Kong (Mytek the Mighty) et Klip et Klop (The Wild Wonders) à partir de 1964, La Brigade des marionnettes (The House of Dolmann) à partir de 1966 et Romano (Raven on the Wings) à partir de 1968. De 1963 à 1970, Tully est donc l'un des principaux scénaristes de Valiant. Il est, pour une large part, à l'origine du ton nouveau qui s'est imposé dans la BD britannique des années soixante. 
D'après l'historien de la bande dessinée Chris Murray, cette « différence de ton » vient de la présence simultanée de Main d'acier et de L'Œil de Zoltec dans une même revue. Le comité de rédaction de Valiant aurait innové en employant deux dessinateurs étrangers (Jesús Blasco et Francisco Solano López) sans leur demander d'imiter le style local. Les deux ont pourtant un style graphique assez éloigné l'un de l'autre : réalisme quasi photographique pour Blasco, rugosité du trait pour Solano López. Leur point commun est de savoir susciter l'inquiétude : par son dessin, Blasco donne une « crédibilité sinistre » aux histoires qu'il dessine, tandis que le style de Solano López sera jugé en France « effrayant et malsain » par la Commission de surveillance et de contrôle des publications destinée à l'enfance et à l'adolescence. Mais cela n'est pas suffisant pour les différencier des dessinateurs britanniques. Certains comme Reg Bunn ou Eric Bradbury ont aussi le sens de l'inquiétude : héritiers des graveurs du XIXe siècle, ils savent créer une atmosphère ténébreuse.
D'après Gérard Thomassian, les BD marquantes publiées dans Valiant sont essentiellement des « histoires déjantées » se déroulant dans des « ambiances mystérieuses, parfois horrifiques ». D'après le critique espagnol Daniel Fernández, elles se caractérisent par « un mélange explosif de classicisme sinistre et de modernité visuelle » : l'univers de la BD d'aventures britannique devient dans les années soixante « en même temps très sinistre et très pop ». Ce mélange apparaît dans les séries écrites par Tully dans Valiant, avant d'être repris ailleurs par d'autres auteurs - notamment par Jerry Siegel et Ted Cowan au scénario, ainsi que par Reg Bunn au dessin, les auteurs d'une série publiée à partir de 1965 dans l'hebdomadaire Lion : The Spider. 

##### Main d'acier
Main d'acier est une série conçue par les membres du comité de rédaction de Valiant pour les premiers numéros de l'hebdomadaire. Elle est initialement scénarisée par l'écrivain de science-fiction Ken Bulmer et dessinée par Jesús Blasco. Louis Crandell est l'assistant du professeur Barringer. Amputé de la main droite, il a une prothèse en acier. « À la suite d'un accident de laboratoire, [...] il acquiert la propriété de devenir temporairement invisible sous l'influence d'une forte décharge électrique (seule sa main d'acier [...] reste alors apparente). Rendu fou par ce pouvoir, [...] [il] commet de nombreux crimes. Mais le professeur Barringer l'aide et le fait soigner [...]. » Quand Tully reprend la série, Crandell a cessé d'être un antihéros. Sous sa plume, il devient un agent secret, membre de la Brigade des Ombres, puis, pendant une brève période, un super-héros.   
La série est en noir et blanc. Les épisodes écrits par Bulmer seront publiés en France dans leur format et leur découpage d'origine, sous le titre La Griffe d'acier; dans l'hebdomadaire L'Épatant en 1967. Les épisodes écrits par Tully seront traduits en français sous le titre Main d'acier et publiés à partir de juin 1968 dans un petit format "pour adultes", titré du nom de la série et édité par Gemini puis par les Éditions de l'occident - les deux maisons d'édition de Jean Chapelle qui publient Diabolik et The Spider en France.  

##### King Kong
En 1964, Tully crée une autre série d'aventures et de science-fiction, cette fois avec le dessinateur Eric Bradbury : King Kong (Mytek the mighty). Cette « odyssée délirante » est publiée dans Valiant jusqu'en 1970. Elle sera publiée en France à partir de 1972 par les Éditions de l'Occident dans le petit format King Kong. Bradbury dessine la série jusqu'en 1966. Il l'abandonne pour dessiner une nouvelle série imaginée par Tully : La Brigade des marionnettes (The House of Dolmann). Cette dernière sera publiée en France à partir de 1977 dans le petit format Atémi.

#### Bandes dessinées de sport
L'Œil de Zoltec, Main d'acier, King Kong et La Brigade des marionnettes partagent le même ton inquiétant. Ce n'est pas le cas de Klip et Klop (The Wild Wonders). Tully crée cette série avec le dessinateur britannique Mike Western dans Valiant en 1964, quelques mois avant King Kong. C'est à la fois sa première bande dessinée de sport et sa première bande dessinée comique. Klip et Klop sont deux enfants sauvages qui vivent sur une île des Hébrides parmi les animaux. Ils sont découverts par des athlètes de l'équipe olympique britannique, venus là pour s'entraîner, et se révèlent « extrêmement doués pour le sport ». Le « mélange d'action et de comédie » fait le succès de la série pendant une décennie. Elle  sera publiée en France dans Safari puis dans Bengali, avant d'être rééditée dans Akim.
Par la suite, Tully poursuit dans la bande dessinée de sport, et notamment de football. Avec le dessinateur Joe Colquhoun, il crée la série Football Family Robinson dans l'hebdomadaire Jag en 1968. Avec Francisco Solano López, il crée successivement deux séries : Romano (Raven on the Wings) dans Valiant en 1968, et Trois-Pommes (Nipper) dans l'hebdomadaire Scorcher en 1970. Romano est un Gitan qui joue au football pieds nus. Cela ne l'empêche pas de jouer en première division avec l'équipe de Highboro. Lawrence Lawrence, dit Trois-Pommes, est un orphelin qui, malgré son petit gabarit, veut devenir footballer. Il espère ainsi échapper à la misère et pouvoir prouver l'innocence de son père. En France, Romano sera publiée dans Trophée et Trois-Pommes dans En Piste !.
Mais c'est avec une autre série de football, peu connue en France, que Tom Tully va devenir très populaire en Grande-Bretagne : Roy of the Rovers. La série existe depuis 1954. À partir de 1969, Tully en écrit sporadiquement des épisodes. En 1974, il en devient le principal scénariste et le reste jusqu'en 1993.

#### Bandes dessinées d'aventures (les années soixante-dix)
Bien que, depuis la fin des années soixante, il se consacre de plus en plus à la bande dessinée de sport, Tully continue d'écrire des séries d'aventures plus ou moins teintées de fantastique ou de science-fiction, dans la veine de celles qu'il écrivait quelques années plus tôt. Avec Solano López, il crée Janus Stark dans l'hebdomadaire Smash! en 1969 (la série sera publiée en France à partir de 1973 dans un petit format titré du nom de son héros), Adam Eterno dans l'éphémère hebdomadaire Thunder en 1970, puis dans Lion et enfin dans Valiant (série publiée en France dans les cinquante-et-un premiers numéros Janus Stark), et Les Petits Hommes de l'espace (Pete's Pocket Army) dans l'hebdomadaire Buster en 1973 (série publiée en France entre 1975 et 1979 dans Akim Color). Avec Blasco, le dessinateur de Main d'acier, il crée Tony Steel (Slave of the Screamer) dans Valiant en 1970 (série publiée en France dans Sunny Sun en 1977). Avec Bradbury, le dessinateur de King Kong, il crée Maître de l'impossible (Von Hoffman's Invasion) dans l'éphémère hebdomadaire Jet en 1971 (série publiée en France dans Sunny Sun en 1977 et 1978). Avec Western, le dessinateur de Klip et Klop, il crée Le Léopard de Lime Street dans Buster en 1976 (série publiée en France entre 1977 et 1990 dans Sunny Sun, Antarès, puis Janus Stark) .

### 1976-1984: Tully et la nouvelle vague de la BD britannique
En 1976, l'hebdomadaire Valiant cesse de paraître, et est absorbé dans Battle Picture Weekly qui devient pendant un temps Battle Picture Weekly and Valiant. C'est une pratique courante dans les revues de BD britanniques : Valiant avait absorbé Knockout en 1964 et Smash! en 1971 ; Buster avait absorbé Jet en 1971 ; Lion avait absorbé Eagle en 1969 et Thunder en 1971, avant d'être lui-même absorbé par Valiant en 1974. Parmi les hebdomadaires auxquels Tully participait, il ne subsiste plus, à la fin de l'année 1976, que Buster. À cette époque, soucieux de relancer les ventes, le groupe de presse IPC (qui possédait Fleetway Publications) venait de confier à Pat Mills la conception de nouveaux hebdomadaires : Battle Picture Weekly en 1975, Action en 1976 et 2000 AD en 1977. Proposant des BD beaucoup plus violentes que celles publiées jusqu'alors, ces nouvelles revues remportent un vif succès. 

#### Action
Tom Tully s'adapte rapidement aux nouvelles attentes des lecteurs. En 1976, il participe à l'hebdomadaire Action dont les partis pris suscitent une réaction très hostile dans les médias. Sur des idées de Geoff Kemp, un membre du comité de rédaction d'Action, Tully crée deux séries : une de football, avec le dessinateur Barrie Mitchell - Look Out for Lefty! ; et une de science-fiction, avec les dessinateurs Ian Gibson et Costa - Jeu de massacre (Death Game 1999).  La première ne semble pas avoir été publiée en France ; la seconde le sera en 1981, dans le petit format Super Force. 
Dans Look Out for Lefty!, Tully raconte la vie de Kenny Lampton, dit Lefty, un jeune joueur relégué en troisième division : son ambition, son mauvais caractère, sa copine violente, ses démêlés avec ses professeurs ou avec les hooligans... « Nous voulions une approche réaliste, au lieu du point de vue de la classe moyenne jusqu'alors adopté dans les BD de foot », dira plus tard Geoff Kemp. Parce qu'elle représente de manière réaliste le comportement des supporters dans les tribunes, la série fait scandale. Tully ne se contente pas d'introduire des hooligans dans le récit. Il montre que les supporters et les proches du héros peuvent eux aussi se comporter comme des hooligans. Dans un épisode, la copine de Lefty lance une bouteille en verre à la tête d'un des joueurs. « C'est vraiment effroyable qu'il existe des gens assez imbéciles pour vendre aux enfants des bandes dessinées contenant des trucs comme ça. Le responsable de cette BD devrait recevoir lui-même une bouteille sur la tête. » Ces propos, reproduits dans un article du Daily Mail consacré à l'épisode, titré « Comic Strip Hooligans » et publié le 17 septembre 1976, ont été tenus par le secrétaire de la Football League. À la même époque, Tully continuait d'écrire le scénario d'une série de football beaucoup plus consensuelle : Roy of the Rovers. 
Jeu de massacre se déroule dans un futur proche, peu de temps avant l'an 2000. Le sport favori des foules est le "spinball", une sorte de hockey sur glace extrêmement brutal qui se pratique en patins et à moto. Chaque équipe est composée de membres sélectionnés parmi les détenus d'un pénitencier. Joe Taggart, ancien champion de football américain, est incarcéré pour sept ans au pénitencier de Karson à la suite d'une erreur judiciaire. Le "gouverneur" du pénitencier lui confie la direction de l'équipe de spinball. La situation est inspirée des films Rollerball (pour le sport pratiqué) et Plein la gueule (pour la prison et le personnage de Taggart). D'après l'universitaire et essayiste britannique Martin Barker, « la vision de l'avenir proposée par la série anticipe à bien des égards le monde dans lequel se dérouleront les histoires qui seront publiées dans 2000 AD. Le pouvoir y est brutal. Son seul but semble être de dégrader et de détruire la population qui lui est assujettie. Les villes sont des jungles de béton peuplées de gangs. [...] Jeu de massacre réunit toutes les caractéristiques de la revue Action : rapide, furieux, rugueux et douloureux. Ses héros ne sont pas vraiment des héros. Ce sont plutôt des hommes désespérés [...]. Ses méchants, en revanche, sont vraiment méchants. Ils sont cyniques, profiteurs, mais tout à fait capables de se composer un visage avenant et de simuler l'humanité. Ils ont le pouvoir, ils aiment ça, ils ne tardent pas à en abuser et à jouir de leurs abus. Comme souvent, le cadre de la science-fiction permet d'aborder cela sans aucune restriction. ». Il est « quelque peu étonnant », ajoute Barker, que Jeu de massacre ait été écrit par un scénariste de la génération précédente comme Tully. C'est tout aussi étonnant que Look Out for Lefty! ait pu être écrit par le scénariste de Roy of the Rovers. Quoi qu'il en soit, Look Out for Lefty et Jeu de massacre sont deux des séries les plus populaires d'Action.  
Face à l'hostilité suscitée par la ligne éditoriale d'Action, les responsables d'IPC décident de l'infléchir. Les séries perdent leur agressivité. Tully reste au scénario mais transforme Look Out for Lefty! en « une histoire de football traditionnelle » et modifie totalement le sens de Death Game 1999 : les hommes de pouvoir deviennent « comme par magie » les amis des héros, le capitaine de l'équipe devient un agent du gouvernement, et la série est renommée Spinball, d'après le nom du sport que pratiquent les détenus. Elle change de dessinateur : Massimo Belardinelli remplace Costa pendant un temps, puis Ron Turner prend la relève. Les ventes d'Action diminuent, et, en novembre 1977, le titre cesse de paraître pour être absorbé dans Battle Picture Weekly.

#### Battle
Battle Picture Weekly est un hebdomadaire beaucoup plus spécialisé que Action. Pour y être publiée, une BD doit relever de la bande dessinée de guerre, le genre dans lequel Tully avait débuté. Spinball fait partie des séries de Action qui sont reprises dans Battle. Mais comme ce n'est pas une BD de guerre, elle doit être adaptée. Toujours écrite par Tully et dessinée par Turner, elle devient The Spinball Wars : les membres d'une équipe de spinball profitent de leurs déplacements sportifs pour faire des opérations de commando sous couverture. La série est publiée de novembre 1977 à novembre 1979.
Tully avait auparavant écrit trois BD pour l'hebdomadaire, une en 1975 dessinée par Giancarlo Alessandrini : Terror Behind the Bamboo Curtain sur des prisonniers britanniques dans un camp japonais en Birmanie ; deux en 1976 dessinées par le dessinateur de Klip et Klop, Mike Western : Les Volontaires (The Team That Went To War) sur une équipe de football qui s'engage pendant la Seconde Guerre mondiale ; Shark (Operation Shark) sur des écoliers qui font de la résistance contre l'occupant nazi dans les îles anglo-normandes (les premiers épisodes dessinés par Western ne sont pas écrits par Tully). Les Volontaires sera publiée en France dans le petit format Bengali en 1981 et Shark dans le petit format Pirates en 1985.

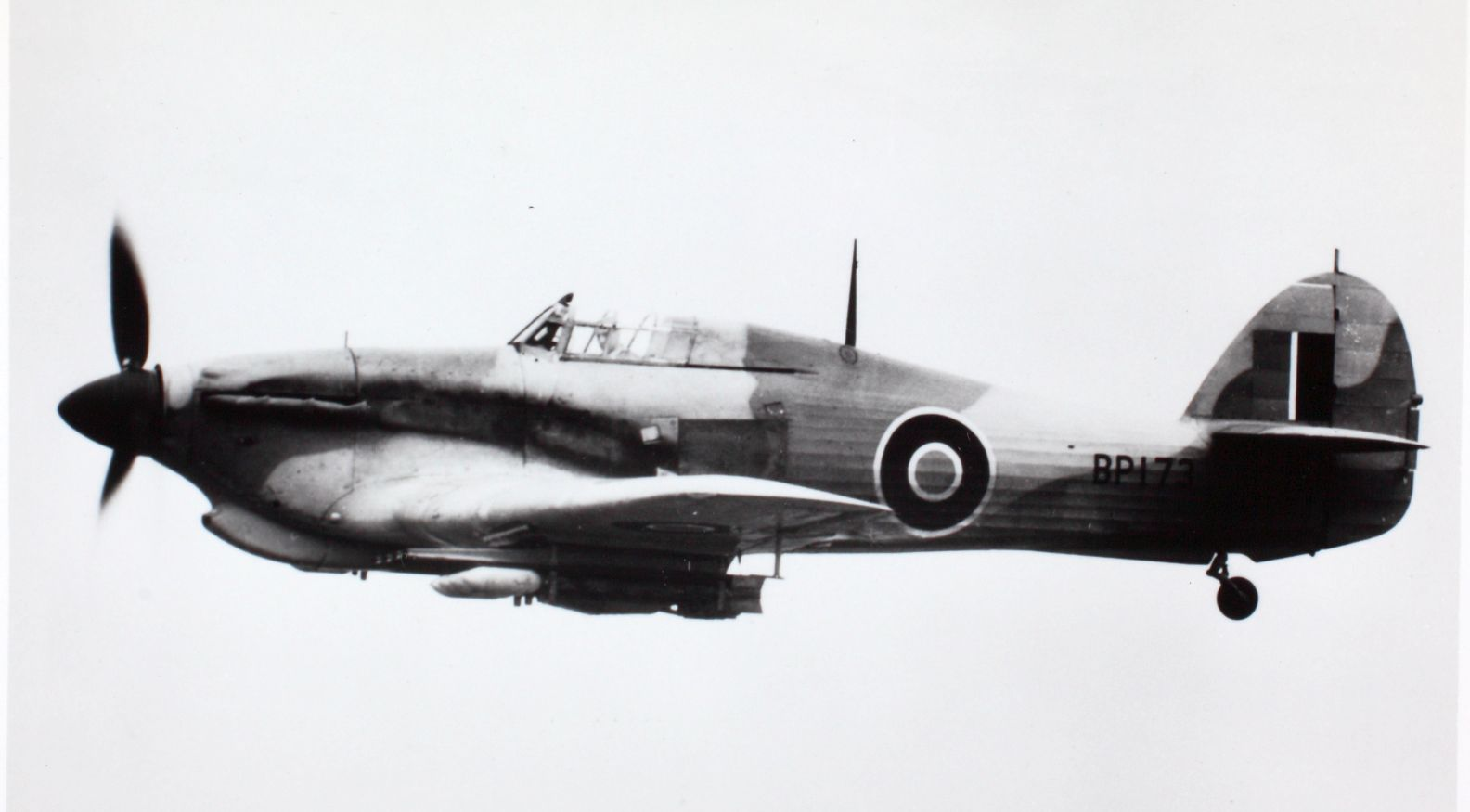
Johnny Red pilote un Hawker Hurricane semblable à celui qu'on peut voir sur cette photographie, issue des archives du Musée de l'air et de l'espace de San Diego.

C'est en 1977 que Tully, en créant la série Johnny Red avec Joe Colquhoun au dessin, remporte son plus grand succès dans le genre de la BD de guerre. Le dessinateur et le scénariste avaient collaboré neuf ans plus tôt sur Football Family Robinson. Johnny Red sera publiée en France, d'abord en petit format sous le titre Hurricane Boy dans Atémi entre 1981 et 1987, puis sous son titre et dans son format original, en trois albums édités par Delirium entre 2013 et 2017.  
La série est composée d'épisodes de trois ou, plus rarement, quatre planches, chacun s'achevant par un cliffhanger. Le résumé au début des premiers épisodes présente la situation ainsi : « Injustement renvoyé de la RAF, Johnny Red se bat aux côtés des Faucons, un escadron soviétique sur le front de Mourmansk, au nord de la Russie. » L'action commence en septembre 1941 sur la mer de Barents, quand Johnny vole un Hurricane à la RAF pour combattre les Junkers et Stukas allemands qui attaquent le navire sur lequel il est cuistot. Le second arc narratif commence en janvier 1942, quand les Faucons quittent Mourmansk pour défendre Léningrad. 
Johnny Red est l'une des séries préférées de Garth Ennis - l'une de celles, écrit-il, qui lui ont « appris l'importance de l'authenticité quand [son] tour fut venu d'écrire [ses] propres BD de guerre ». Ce sens de l'authenticité provient davantage, selon lui, de Joe Colquhoun que du scénariste. « Loin de moi l'idée de manquer de respect à Tom Tully, qui avait pour mission d'écrire une série passionnante sur la Seconde Guerre mondiale et de faire revenir les lecteurs semaine après semaine ; après tout, un récit vraiment honnête de bataille aérienne sur le front de l'Est donnerait quelque chose comme : Les 109 l'ont descendu lors de sa première sortie et il a fini mort dans la boue, aux côtés de tous les autres pauvres gars. Fin. Tully a fait ce qu'il avait à faire, en mélangeant les grandes lignes des faits historiques - et même quelques détails intéressants - avec les éléments fantastiques dont il avait besoin pour faire avancer les choses. »  Entre souci de réalisme et exigence de divertissement, le scénario de Tully est donc une solution de compromis. Il met « l'accent sur des éléments que beaucoup de lecteurs trouveront difficiles à croire, tels que l'existence de femmes soldats en Russie, des milliers d'entre elles ayant combattu au sol ou dans les airs tout aussi vaillamment que les hommes ; ou les bateaux marchands à catapulte que la Grande-Bretagne envoya par manque de porte-avions, le pilote d'un seul Hurricane affrontant jusqu'à trente adversaires pour le plus souvent - car aucun pont d'envol n'attendait son retour - se jeter en parachute dans les eaux glacées de la mer de Barents en espérant être secouru. » Tully mêle ces éléments authentiques à des invraisemblances dont la plus criante est « la monture de notre héros, le Hawker Hurricane qui, malgré tous les coups qu'il encaisse, reprend toujours son vol ». Mais est-ce vraiment gênant ? Pas pour Ennis : « L'indestructible Hurricane est plus une source d'amusement qu'une erreur historique majeure. »

#### 2000 AD
2000 AD est un hebdomadaire spécialisé dans la BD de science-fiction. Au sommaire du premier numéro, publié en février 1977, figure le premier épisode d'une série conçue par Pat Mills, dessinée par Dave Gibbons et écrite par Tully : Les Héros de Harlem (Harlem Heroes). La série s'achève en août 1977 après vingt-sept épisodes. Tully en écrit aussitôt après une suite. Titrée Inferno, elle sera dessinée par Massimo Belardinelli qui avait remplacé Gibbons sur les derniers épisodes des Héros de Harlem, et se poursuivra pendant quarante épisodes, d'octobre 1977 à juillet 1978.  Les Héros de Harlem sera publiée en France dans le petit format Antarès à partir de décembre 1980, mais l'éditeur Aventures et voyages renoncera à publier Inferno.
En février 1979 commence la publication d'une nouvelle collaboration entre Tully et Gibbons : Servant of Evil, une aventure de Dan Dare en vingt-six épisodes. Le personnage de Dan Dare, créé par Frank Hampson en 1950, avait été repris et modernisé dès le premier numéro de 2000 AD. Cette série sera publiée en France sous le titre Supercrack dans le petit format Sunny Sun à partir de 1980. 
En 1979, Tully crée la série Pat le Loup (The Mind of Wolfie Smith) dessinée par Vicente Vaño Ibarra et Eduardo Vaño Ibarra, deux frères qui signent d'un même pseudonyme, Vanyo. La série sera publiée en France dans Janus Stark en 1982.
En 1980, Tully crée, avec le dessinateur John Richardson, une dernière série pour 2000 AD : The Mean Arena. Cette série ne semble pas avoir été publiée en France.